# Orissa (Schiff, 1895)
Die RMS Orissa (I) war ein 1895 in Dienst gestelltes Passagierschiff der britischen Reederei Pacific Steam Navigation Company, das im Passagierverkehr von Großbritannien nach Südamerika eingesetzt wurde. Am 25. Juni 1918 wurde das Schiff im Nordatlantik vor der schottischen Küste von einem deutschen U-Boot versenkt, sechs Menschen starben. 

## Geschichte
Das 5.358 BRT große Dampfschiff wurde auf der Werft Harland & Wolff im nordirischen Belfast gebaut und lief am 15. Dezember 1894 vom Stapel. Das 128,3 Meter lange und 14,9 Meter breite Passagier- und Postschiff war das erste der Reederei, das auf den Namen Orissa getauft wurde. Sie war das Schwesterschiff der Oropesa (I) und der Oravia (I). Die Orissa konnte 70 Passagiere Erster Klasse, 104 Zweiter Klasse und 456 Dritter Klasse an Bord nehmen. 
Die Orissa hatte einen Schornstein, zwei Masten und zwei Propeller und wurde von Dreifachexpansions-Dampfmaschinen angetrieben, die 586 nominale PS leisteten und das Schiff auf bis zu 14 Knoten beschleunigen konnten. Am 11. April 1895 lief die Orissa zu ihrer Jungfernfahrt nach Valparaíso und aus. Zwischen 1899 und 1904 diente sie als Truppentransporter Nr. 18 im Zweiten Burenkrieg und brachte am Ende des Krieges Lord Kitchener, Sir John French und Sir Ian Hamilton von Kapstadt aus zurück nach Hause. 
Während eines starken Erdbebens im August 1906 in Valparaíso mit tausenden von Todesopfern lag sie dort vor Anker und wurde anschließend als Unterkunft für die Erdbebenopfer verwendet. 
Am 25. Juni 1918 befand sich die Orissa auf einer westgebundenen Atlantiküberfahrt von Liverpool nach Philadelphia, als sie 21 Seemeilen südwestlich der Felseninsel Skerryvore an der Westküste Schottlands von dem deutschen U-Boot UB 73 (Kapitänleutnant Karl Neureuther) torpediert und versenkt wurde. Das Schiff sank auf der Position 56° 20′ N, 7° 20′ W. Sechs Menschen kamen ums Leben. 